# قلاطیه
قلاطیه (به عربی: قلاطیة) یک روستا در سوریه است که در استان حمص واقع شده‌است. قلاطیه ۷۲۴ نفر جمعیت دارد.